# مهندسی الکترونیک

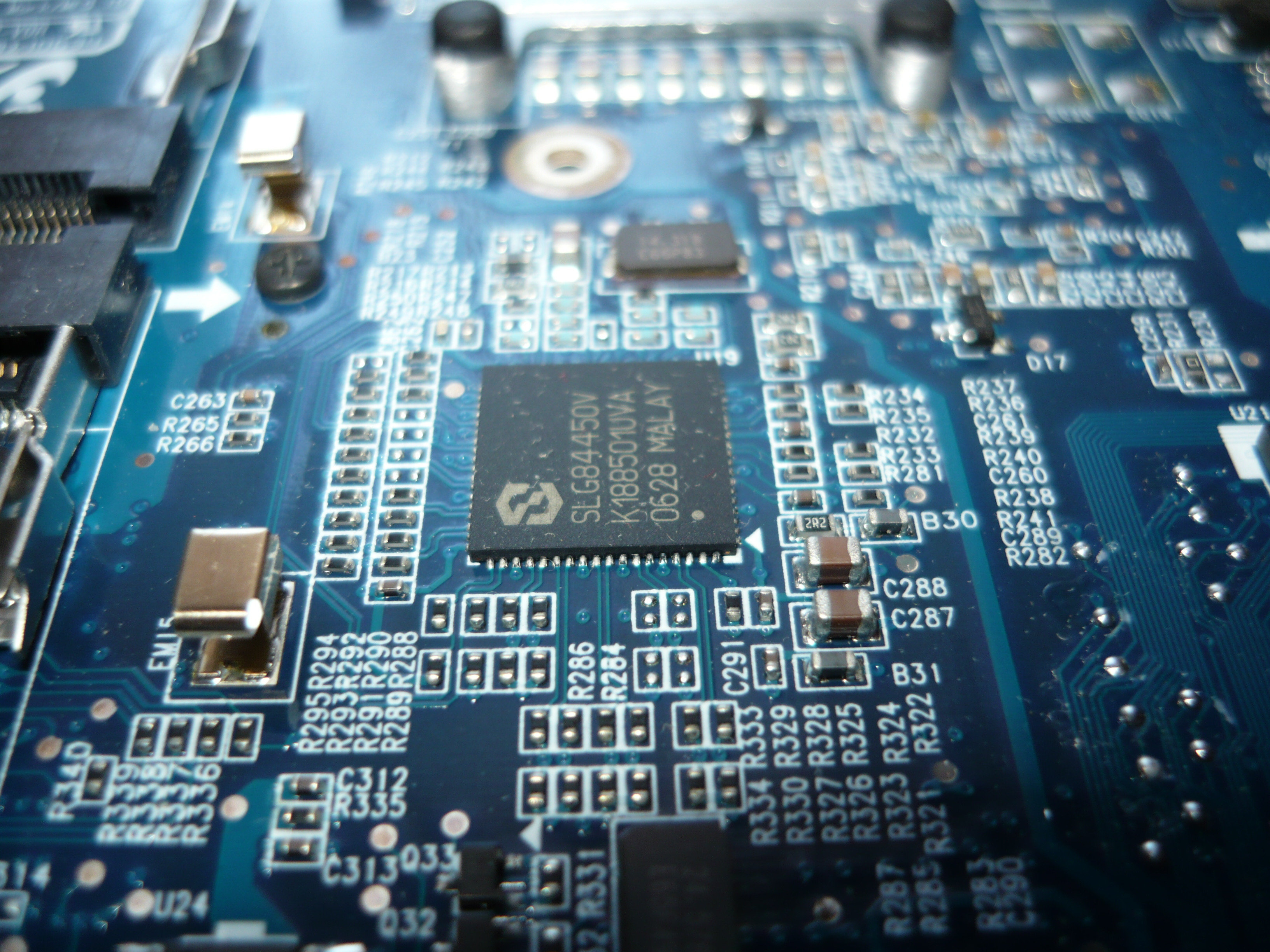
مدارهای پیچیده الکترونیکی

مهندسی الکترونیک (به انگلیسی: Electronics engineering) یکی از شاخه‌های مهندسی است که از دانش علمی رفتار و اثر الکترون‌ها استفاده نموده و به توسعه قطعات، دستگاه‌ها، سیستم‌ها یا تجهیزاتی می‌پردازد که انرژی الکتریکی یکی از فاکتورهای آنهاست؛ همانند لامپهای خلاء، ترانزیستورها، مدارهای مجتمع و مدارهای چاپی.
این عبارت به شاخهٔ وسیعی از مهندسی اشاره دارد که زیرشاخه‌های بسیاری را در بر می‌گیرد. شامل رشته‌هایی که با توان، مهندسی ابزار دقیق، مخابرات، طراحی مدارهای نیمه هادی و بسیاری دیگر در ارتباط هست.
این واژه همچنین بخش بزرگی از دوره‌های تحصیلی مهندسی برق را که در بیشتر دانشگاه‌های اروپایی تدریس می‌شود را شامل می‌شود؛ اگر چه در آمریکا، مهندسی برق شامل تمام شاخه‌های آن از جمله الکترونیک است. انجمن مهندسان برق و الکترونیک آمریکا یکی از مهم‌ترین و مؤثرترین سازمان‌های این رشته‌های مهندسی به‌شمار می‌رود..
ازنظر بازارکار درکشورهای همچون، کانادا، آلمان، ایتالیا، فرانسه، انگلیس، ژاپن و چین بیشتر زمینه کاری صنعتی و تولید را دارد و متأسفانه در کشور ایران چندان وضع مطلوبی ندارد
اما در دهه ای اخیر از لحاظ پژوهشی و تحقیقاتی پیشرفت‌های قابل ملاحظه ای را به‌دست آورده و در مقطع کارشناسی با عناوین برق الکترونیک، الکترونیک عمومی، الکترونیک کاربردی تدریس و مدرک اعطا می‌شود و در مقطع ارشد به گرایش‌های؛
الکترونیک دیجیتال، افزاره‌های الکترونیک و مدار مجتمع الکترونیک تقسیم و تدریس می‌شود.

## رشتهٔ مهندسی الکترونیک
مهندسی الکترونیک یکی از شاخه‌های مهم مهندسی برق است که به طراحی، ساخت، تحلیل و بهینه‌سازی مدارها، سیستم‌ها و تجهیزات الکترونیکی می‌پردازد. این رشته شامل گرایش‌های متعددی است که هر یک در حوزه‌ای خاص از فناوری و صنعت کاربرد دارند. از جمله مهم‌ترین گرایش‌های مهندسی الکترونیک می‌توان به مخابرات، طراحی مدارهای الکترونیکی، سیستم‌های دیجیتال، میکروالکترونیک، پردازش سیگنال، کنترل و اتوماسیون، اینترنت اشیا (IoT) و تعمیر و نگهداری تجهیزات الکترونیکی اشاره کرد.
با پیشرفت فناوری، بسیاری از گرایش‌های این رشته به سمت  رباتیک ، هوش مصنوعی، یادگیری ماشین، سیستم‌های تعبیه‌شده و فناوری‌های نوین ارتباطی سوق یافته‌اند. امروزه، مهندسین الکترونیک نقش بسیار مهمی در توسعه و بهبود تجهیزات هوشمند، دستگاه‌های پزشکی، سیستم‌های مخابراتی، صنایع خودروسازی، انرژی‌های نو، سامانه‌های امنیتی و تجهیزات نظامی ایفا می‌کنند.
این رشته از نظر بازار کار و درآمد نیز یکی از پردرآمدترین و پرتقاضاترین حوزه‌های مهندسی محسوب می‌شود، چرا که کاربردهای گسترده‌ای در صنایع مختلف مانند خودروسازی، فناوری اطلاعات، مخابرات، پزشکی، نظامی و صنعتی دارد. به دلیل رشد سریع تکنولوژی و نیاز روزافزون به تجهیزات الکترونیکی پیشرفته، متخصصان این حوزه فرصت‌های شغلی متعددی در داخل و خارج از کشور خواهند داشت.

## پیشینه مهندسی الکترونیک

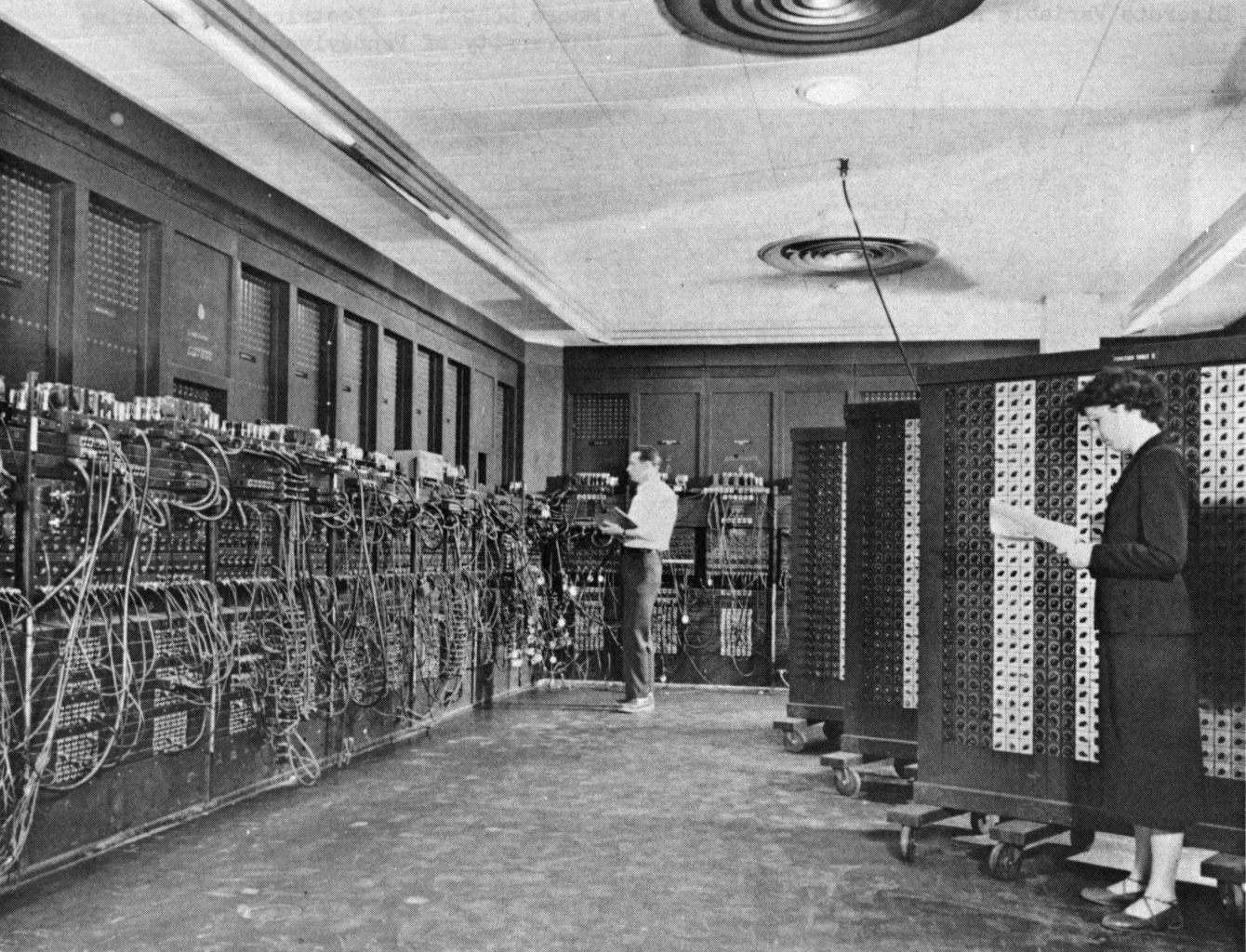
انیاک، کامپیوتر ساخته شده در سال ۱۹۴۶ (۱۳۲۴ شمسی)

مهندسی الکترونیک به عنوان یک حرفه از پیشرفتهای فنی در صنعت تلگراف در قرن ۱۹ و صنایع رادیو و تلویزیون در قرن ۲۰ حاصل شد. مردم به رادیو به خاطر جاذبه فنی؛ اول به خاطر دریافت و سپس انتقال اطلاعات علاقه‌مند شدند. بسیاری از مردمی که در دههٔ ۱۹۲۰ به رادیو و تلویزیون رفتند تنها آماتورهای دوره قبل از جنگ جهانی اول بودند.
شاخه جدید مهندسی الکترونیک تا حد زیادی از پیشرفت تلفن، رادیو، تجهیزات تلویزیون و مقدار زیادی از توسعه سیستم‌های الکترونیکی در طول جنگ جهانی دوم از جمله رادار، سونار، سیستم‌های ارتباطی و مهمات پیشرفته و سیستم‌های جنگ‌افزاری حاصل شد. در مدت این سال‌ها این موضوعات به عنوان مهندسی رادیو شناخته می‌شدند و تنها در اواخر دهه ۱۹۵۰ استفاده از واژه مهندسی الکترونیک آغاز شد.
در همین هنگام آزمایشگاه‌های الکترونیک (برای نمونه آزمایشگاه بل در ایالات متحده آمریکا) ایجاد شدند و با استفاده از کمک هزینه‌های شرکت‌های بزرگ صنایع رادیو، تلویزیون، و دستگاه‌های تلفن، شروع به تولید سلسله پیشرفتهایی در الکترونیک کردند. در سال ۱۹۴۸ ترانزیستور روی کار آمد و در سال ۱۹۶۰، مدارهای مجتمع انقلابی در صنعت الکترونیک برپا کردند. در انگلستان موضوع مهندسی الکترونیک به صورت مجزا از مهندسی برق به عنوان مدرک دانشگاهی در حدود سال ۱۹۶۰ اضافه شد. قبل از آن، دانشجویان مهندسی و موضوعات مرتبط همچون رادیو و تلویزیون، مجبور بودند تا در سازمان‌های آموزش برقی ثبت نام کنند که درسهای مربوط به الکترونیک نداشت. مهندسی برق نزدیک‌ترین موضوعی بود که می‌توانست با مهندسی الکترونیک همطراز قرار گیرد. اگرچه همسانی موضوعات تحت پوشش (بجز ریاضیات و الکترومغناطیس) تنها در سال اول دوره تحصیل سه ساله به طول می‌انجامد.

### الکترونیک جدید

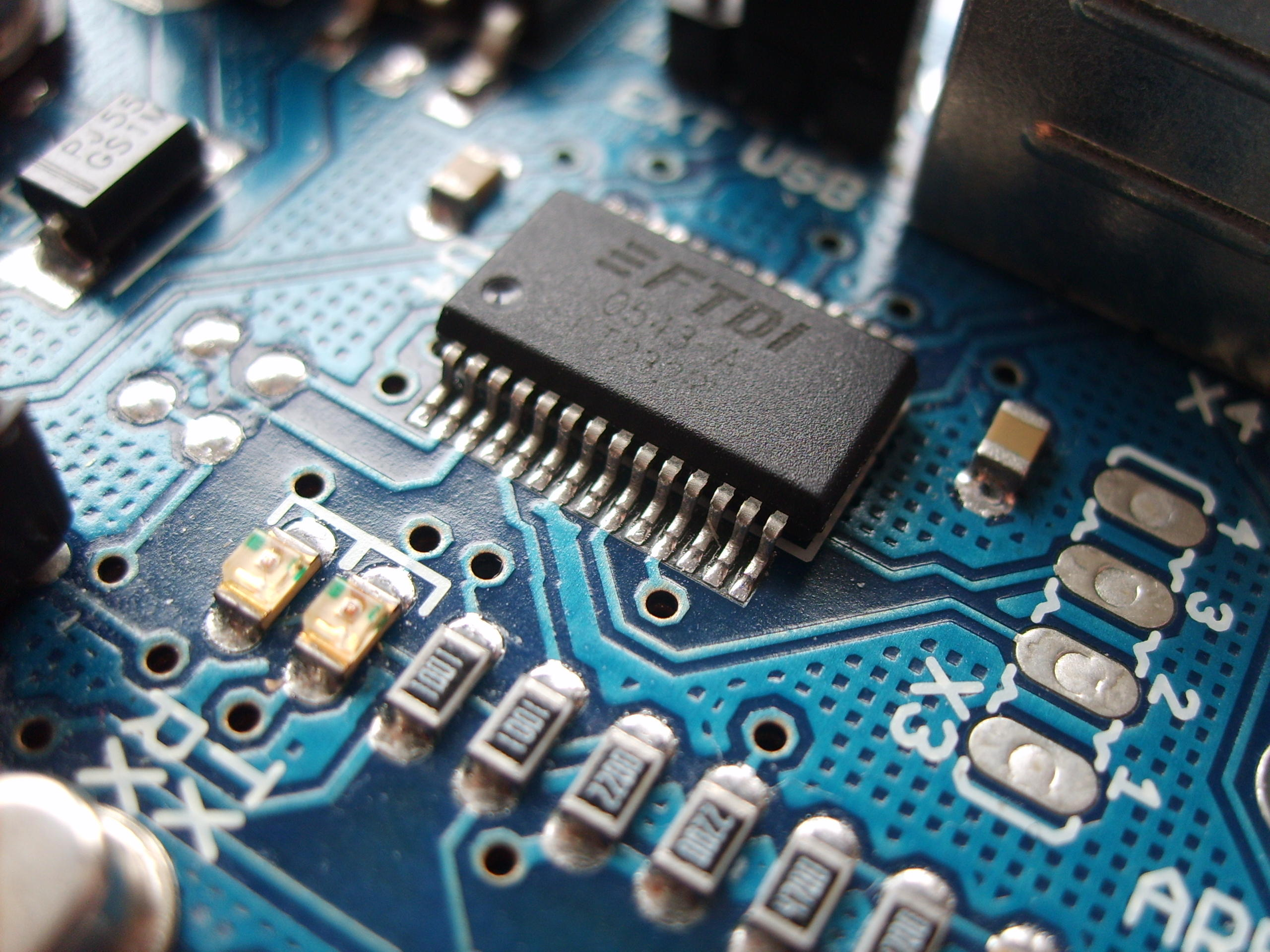
یک نمونه چیپ الکترونیکی SMD (فناوری نصب سطحی)

در سال ۱۸۹۸ نیکولا تسلا اوّلین ارتباط رادیویی را به نمایش عموم درآورد.
وی جزئیات مبادی و اصول ارتباط رادیویی را نمایش و شرح داد. در سال ۱۹۰۴ جان آمیروز فلمینگ، اولین استاد مهندسی برق در کالج لندن، اولین لامپ خلاء (دیود) را اختراع کرد. یک سال بعد در سال ۱۹۰۶ رابرت فون لیبن و لی-د-فارست به‌طور مستقل لامپهای تقویت‌کننده‌ای را ساختند که لامپ سه قطبی نامیده می‌شد.
آغاز الکترونیک معمولاً با اختراع لامپ خلاء توسط لی د فارست در ۱۹۰۷ در نظر گرفته می‌شود. در مدت ۱۰ سال، دستگاه او در فرستنده‌ها و گیرنده‌های رادیویی همچون سیستم‌هایی برای تماسهای تلفنی راه دور استفاده می‌شد. در ۱۹۱۲ ادوین هاوارد آرمسترانگ تقویت‌کننده ریجنراتیو فیدبک و نوسانساز را اختراع نمود. او همچنین گیرنده رادیو سوپرهیترودین را اختراع کرد که می‌توان آن را پدر رادیوی پیشرفته امروزی نامید. لامپهای خلاء به مدت ۴۰ سال به عنوان دستگاه‌های تقویت‌کننده مطرح بودند. تا اینکه محققانی که برای ویلیام شاکلی در آزمایشگاه بل در حال فعالیت بودند، ترانزیستور را در سال ۱۹۴۷ اختراع کردند. در همین سال‌ها رادیوهای ترانزیستوری، همچنین ساخت کامپیوترهای بزرگ و قدرتمند ممکن شد. ترانزیستورها کوچک‌تر بودند و برای کار به ولتاژ کمتری احتیاج داشتند.
پیش از اختراع مدارهای مجتمع در سال ۱۹۵۹، مدارهای الکترونیکی از قطعات جدا از هم ساخته می‌شد که می‌توانست با دست، دستکاری شود. مدارهای غیر یکپارچه به فضای بیشتری احتیاج داشته و مصرف توان بالاتری داشتند، خطای بیشتر و همچنین سرعت پایین‌تری داشتند؛ گرچه هنوز در کاربردهای ساده استفاده می‌شوند. در مقابل مدارهای مجتمع تعداد زیادی، گاهی میلیون‌ها، قطعه ریز الکتریکی، و عمدتاً ترانزیستور در آن استفاده می شود.

### تلویزیون
در ۱۹۲۷ فیلو فرانسورد اولین تلویزیون را به نمایش عموم درآورد. در طول دههٔ ۱۹۳۰ چندین کشور شروع به پخش برنامه نمودند؛ و تعداد تلویزیون‌ها بعد از جنگ دوم جهانی به میلیون‌ها گیرنده گسترش یافت و سرانجام جهانی شد. از آن زمان به بعد، الکترونیک کاملاً در دستگاه‌های تلویزیون حاضر شد.
تلویزیون‌ها و نمایشگرهای تصویری جدید هم از تکنولوژی لامپهای خلاء بزرگ تکامل یافتند و در دستگاه‌های جمع و جورتر استفاده شدند، همانند پلاسما و ال‌سی‌دی.
و تمایل به سمت دستگاه‌های کم مصرف‌تر است. نمایشگرهایی همچون اوال‌ای‌دی (organic light emitting diode) که به احتمال زیاد جایگزین ال‌سی‌دی و تکنولوژی پلاسما خواهد شد.

### رادار و موقعیت رادیویی
در طول جنگ جهانی دوم تلاش‌های بسیاری در الکترونیک برای یافتن موقعیت اهداف و هواپیماهای دشمن صورت گرفت. این‌ها همچنین شامل هدایت الکترونیکی بمب‌افکن‌ها، پادکارهای الکترونیکی، سیستم‌های اولیه رادار و… می‌شوند.

## الکترونیک

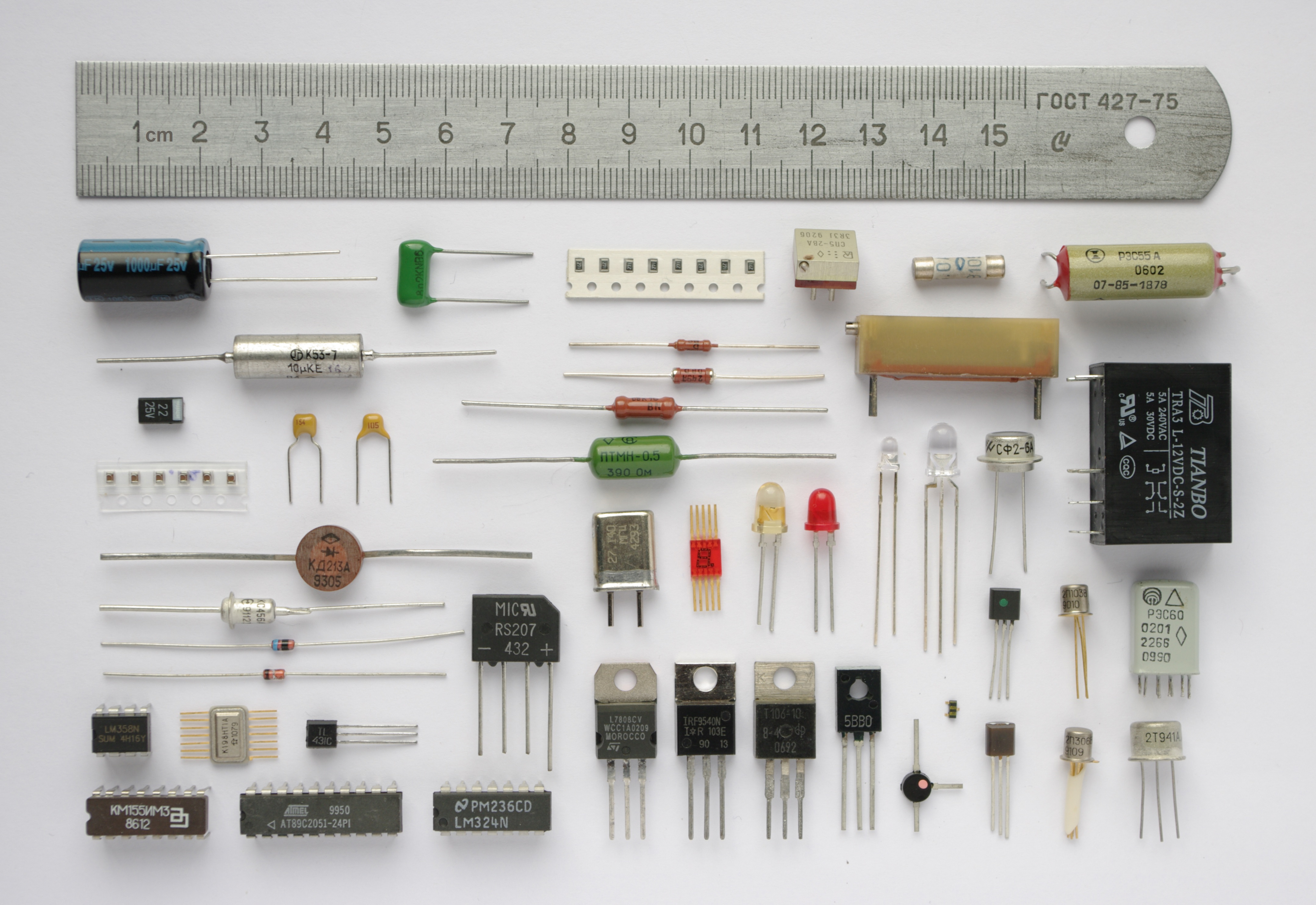
قطعات الکترونیکی

در رشتهٔ مهندسی الکترونیک مهندسان، مدارهایی را طراحی می‌کنند که از خواص الکترومغناطیسی قطعات الکتریکی همچون مقاومت، خازن، سلف، دیود و ترانزیستور برای رسیدن به عملکرد خاصی بهره می‌برند. گیرنده رادیو که امکان می‌دهد تا همه سیگنال‌ها بجز سیگنال‌های یک ایستگاه را فیلتر کند، تنها یک نمونه از این مدارهاست.
در طراحی مدار مجتمع، مهندسان الکترونیک، ابتدا نقشه‌هایی را می‌سازند که قطعات الکتریکی را مشخص کرده و ارتباطات بین آن‌ها را وصف می‌کند که به آن شماتیک مدار گفته می‌شود. سپس مهندسان VLSI نقشه‌ها را به طرح‌هایی تبدیل می‌کنند که لایه‌های مختلف نیمه هادی مورد نیاز برای ساخت مدار را رسم می‌کنند. تبدیل نقشه‌ها به pcb می‌تواند توسط نرم‌افزارهای مختلفی انجام پذیرد که از مهم‌ترین و پرکاربردترین آن‌ها می‌توان به Altium Designer اشاره کرد. اما اغلب به تنظیمات انسان برای کاهش فضا و کاهش نویز پذیری و اثرات الکترومغناطیسی است. pcb می‌تواند تک لایه دولایه و حتی چندین لایه باشد پس از آماده شدن pcb می‌توان آن را برای ساخت به یکی از سازندگان pcb می‌توان فرستاد.
میکروکنترلر
میکروکنترلر یکی از دروس این رشته می‌باشد که بسیار کاربردی نیز می‌باشد در این درس بسته به دانشگاه تحصیل یکی از میکروکنترلرهای AVR و ARM تدریس می‌شود در سال‌های گذشته ۸۰۵۱ نیز تدریس می‌شد که به مرور حذف شد و بعید می‌دانم دانشگاهی ۸۰۵۱ را تدریس کند در هر حال میکروکنترلر ARM یا همان میکرونترلر آرم به علت داشتن امکانات بیشتر و فرکانس کاری بالاتر و نویز پذیری کمتر درکنار قیمت مناسب گوی سبقت را از بقیه میکروکنترلرها ربوده است

### میکروالکترونیک
صنعت میکروالکترونیک یکی از صنایع پرسود جهانی الکترونیک است. در سال ۲۰۰۸ این صنعت و خدمات آن ۱۰٬۷٪ تولید ناخالص جهانی را به خود اختصاص داده است. کشورهایی مانند آمریکا تکنولوژیهای الکترونیک سطح پایین‌تر خود را به کشورهای دیگر انتقال داده تا شتاب پیشرفت خود را در این زمینه حفظ نماید.
رشته فناوری اطلاعات و ارتباطات، مهندسی صدا یکی از
شاخه‌های رشته الکترونیک است و از سال ۸۹ وارد ایران شده و شباهتی با رشته IT دارد.

## صنعت الکترونیک در ایران

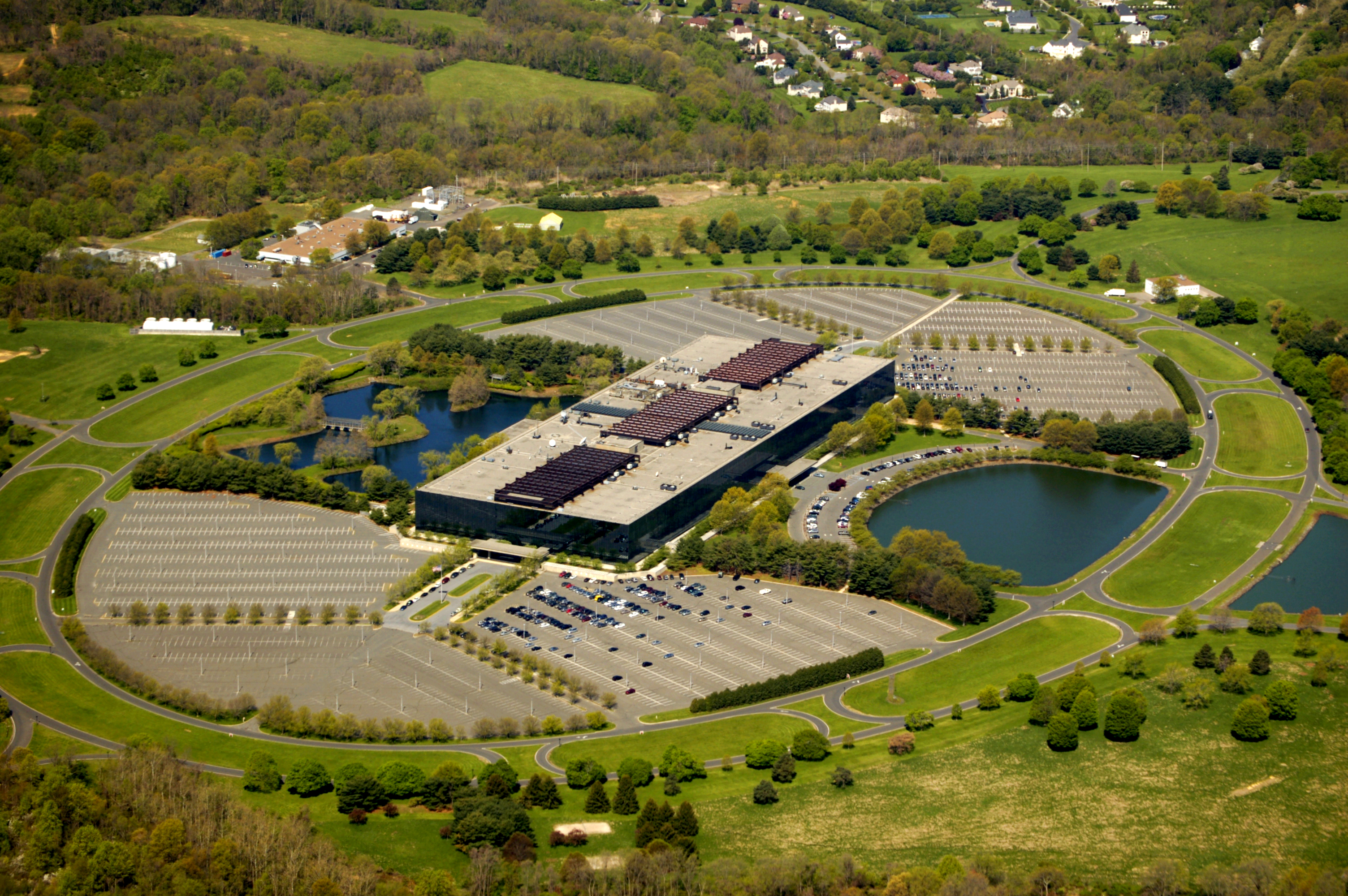
آزمایشگاه‌های بل در آمریکا که در سال ۱۳۰۴ تأسیس شد.

در حالی که کشورهایی همچون آمریکا سالانه میلیاردها دلار از این صنعت کسب درآمد دارند، در کشور ایران با وجود داشتن ظرفیت مناسب، به هیچ عنوان چنین اتفاقی نیفتاده است. رشد یک صنعت در کشور نیازمند ایجاد زیرساخت‌های لازم در آن صنعت است. همچنین برای صنعت الکترونیک یکی از زیرساخت‌های مهم ایجاد آزمایشگاه‌های الکترونیک است. در کشورهای صنعتی دنیا آزمایشگاه‌های بزرگی همچون آزمایشگاه‌های بل برای این منظور تأسیس شده‌اند.

### شبکه آزمایشگاه‌های میکروالکترونیک ایران
یکی از پیشنهادهای متخصصان برای پیشبرد صنعت الکترونیک ایران ایجاد شبکه‌های آزمایشگاهی است. از جمله معضلات ذکر و بررسی شده در آزمایشگاه‌های میکروالکترونیک ایران موارد زیر عنوان شده‌اند:
- مشکلات خرید دستگاه‌ها
- نبودن عدالت منطقه‌ای
- ناسازگار بودن دستگاه‌ها و عدم تکمیل زنجیره خرید
- عدم پیش‌بینی زیرساختهای لازم برای یک دستگاه
- وجود رابطه در خرید تجهیزات
- کلاه‌برداری شرکت‌های واردکننده و عدم گارانتی
- ضعف قراردادنویسی
- عدم اشتراک لینک خرید

همچنین مشکلات مربوط به آزمایشگاه‌ها به صورت زیر عنوان و مورد بررسی قرار گرفته‌اند:

### مشکلات مدیریتی
- سیستم تعمیر و نگهداری ضعیف
- عدم وجود درک صحیح از بودجه تعمیر و نگهداری
- نبود دوره‌های ارتقای توانمندی تعمیرکاران
- در اختیار نبودن نمونه خراب برای تجربه تعمیر
- عدم استفاده از قابلیت‌های تکمیلی دستگاه
- ضابطه‌مند نبودن نحوه سرویس دهی به افراد
- قیمت بالای ارائه خدمات و برخورد نامناسب پرسنل و تأخیر در انجام کار
- عدم سرویس دهی مناسب به دانشجویان غیر آن دانشکده
- قوانین مالی حاکم بر آزمایشگاه‌ها و انگیزش ناکافی برای ارائه خدمات مطلوب
- فرهنگ سازمانی حاکم بر آزمایشگاه‌ها و مراکز پژوهشی
- ضعف کالیبراسیون و دقت پایین خدمات ارائه شده
- نبود استاندارد
- عدم درک صحیح جایگاه تکنسین‌های آزمایشگاه‌ها
- عدم آموزش تکنسین‌ها در خارج از کشور
- عدم آشنایی با برخی تجهیزات جدید
- عدم توجه به تجربیات ضمنی
- ضعف سیستم تأمین مالی پرسنل آزمایشگاه‌ها

### مشکلات محیطی
- امکانات و مواد اولیه پرمتقاضی در یک جا و بلااستفاده در جای دیگر
- عدم تأمین بودجه برای خرید دستگاه
- عدم سیستم تمایز بین آزمایشگاه‌های کارآمد و ناکارآمد

### مشکلات حوزه ساخت
- ساخت دستگاه با در اختیار داشتن یک نمونه آزمایشگاهی
- تأمین هزینه اولیه ساخت دستگاه با مشتری مجازی

### ضعف مدیریت دانش بین آزمایشگاه‌ها
- عدم انتقال تجربه تعمیرکاران
- ریشه برخی کم توجهی‌های استادان دانشگاه به کارهای عملی آزمایشگاهی

## برنامه کارشناسی مهندسی الکترونیک
در ایران درس‌های مهندسی الکترونیک شامل «درس‌های عمومی»، «درس‌های پایه»، «درس‌های اصلی» و «درس‌های تخصصی» می‌شود. برای نمونه فهرست درس‌های ارائه شده و همچنین توضیح دربارهٔ برخی از آن‌ها را در تارگاه دانشکده برق دانشگاه شریف ببینید.